# 川並眾
川並眾（日语：／ Kawanamishū）是在尾張國、美濃國之間的木曾川沿岸的土豪勢力總稱，在後來仕於豐臣秀吉。
「川並眾」這名稱只在『武功夜話』中出現，在江戶時代的文獻中沒有記載，因此是否真實存在不明。